# Nationaal park Serra de Itabaiana
Nationaal park Serra de Itabaiana is een nationaal park in Brazilië, gesticht in 2005. Het ligt in de gemeente Itabaiana in de staat Sergipe. Het heeft een oppervlakte van 7.998,99, waarvan slechts 3,5% door de staat gecontroleerd wordt. Formeel is het beheer in handen van het Chico Mendes Instituut voor Biodiversiteitsbehoud ICMBio. het overwegende vegetatietype is Atlantisch Woud.